# Brodiaea insignis
Brodiaea insignis är en sparrisväxtart som först beskrevs av Jeps., och fick sitt nu gällande namn av C.J.G. Niehaus. Brodiaea insignis ingår i släktet Brodiaea och familjen sparrisväxter. Inga underarter finns listade i Catalogue of Life.